# Cloacitrema philippinum
Cloacitrema philippinum är en plattmaskart. Cloacitrema philippinum ingår i släktet Cloacitrema och familjen Philophthalmidae. Inga underarter finns listade i Catalogue of Life.